# 타이지 앤드류스

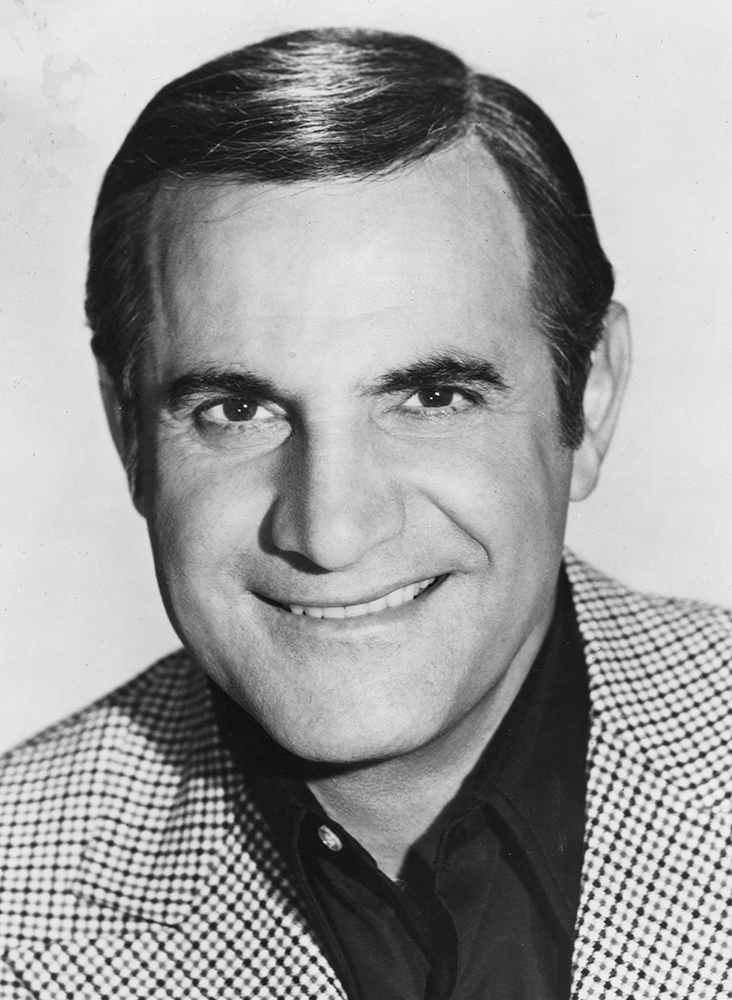

타이지 앤드류스(Tige Andrews, 1920년 3월 19일 ~ 2007년 1월 27일)는 미국의 배우, 연극 배우, 텔레비전 배우이다.
브루클린에서 태어났으며 엔시노에서 사망하였다. 사인은 심정지이다.

## 방송
- 빌코 상사

## 영화
- 기동순찰대 (1977년)
- 엔터베 특공 작전 (1977년)
- 라스트 타이쿤 (1976년)
- 코작 (1973년)
- 벤 케이시 (1961년)
- 독수리의 날개 (1957년)
- 배가 떠날 때까지 (1957년)
- 딜론 보안관 (1955년)
- 빌코 상사 (1955년)